# 大唐湘潭发电有限责任公司
大唐湘潭发电有限责任公司原名湘江电厂、湘潭电厂，由南京國民政府資源委員會的孫運璿參與创建于1936年，是湖南省内历史最悠久的电厂，旧址位于湘潭市下摄司，新址在湘潭市高新区双马镇，中国大一型火力发电企业，湖南省百强企业。由中国大唐集团公司与湖南省地方电力资产经营有限公司分别出资60%和40%组建。 

## 沿革
1936年资源委员会选址湘潭下摄司的湘江边建设湘江电厂，正式英文名称为Siangkiang Electricity Works。主要为资源委员会重工业基地服务，孙运璇主持修建。 1948年改称下摄司发电厂， 1953年称中南工业部湘中电业局第二发电厂， 1959年改名湘潭电厂 。2002年底，全国电力体制改革，先后组建五大发电集团公司，湘潭电厂划归中国大唐集团公司，之后注册成立大唐湘潭发电有限责任公司 。

## 产能
目前运行的发电设备均位于新址。其中，一期工程动态建设投资34.6亿元，安装2台30万千瓦燃煤机组，年发电能力36亿千瓦时。1996年7月动工。分别于1997年12月和1998年8月并网发电，1999年3月正式移交生产。二期工程为2台60万千瓦超临界机组，2004年4月开工，分别于2006年3月31日和11月13日投产。总装机容量180万千瓦，是省内装机容量最大的火力发电公司之一。年发电能力约占湖南省年发电量的8%，是湖南省电力负荷中心长株潭地区的重要电源点。